# Sue Perkins

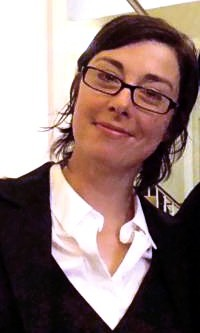
Sue Perkins im Jahr 2008

Susan Elizabeth „Sue“ Perkins (geboren 22. September 1969 in London) ist eine britische Komikerin, Moderatorin, Schauspielerin und Autorin. Sie wurde zunächst als Teil des Komikerduos Mel and Sue national bekannt, in späteren Jahren ist sie vor allem als Moderatorin verschiedener Formate im Fernsehen in Erscheinung getreten, insbesondere des Back-Wettbewerbs The Great British Bake Off (in Deutschland als Das große Backen adaptiert), der Comedy-Panel-Show Insert Name Here sowie mehrerer Reportagen, hauptsächlich in asiatischen Ländern. Im Jahr 2014 wurde sie von der Sonntagsausgabe der The Independent unter den zehn wichtigsten LGBT-Persönlichkeiten Großbritanniens in der Rainbow List aufgeführt.

## Leben
Perkins wurde im Stadtteil Croydon des Londoner Bezirks London Borough of Croydon als Tochter einer Sekretärin und eines Angestellten eines örtlichen Autohändlers geboren, wo sie mit zwei jüngeren Geschwistern auch aufwuchs. Nach dem Besuch der privaten Mädchenschule Croham Hurst School in South Craydon, Greater London studierte Perkins Anglistik am rein weiblichen Murray Edwards College der University of Cambridge, das sie 1991 abschloss. Dort war sie Mitglied des Cambridge University Footlights Dramatic Club, einem Amateur-Theaterclub, dem sie im Studienjahr 1990/1991 als Präsidentin vorstand.
Im Jahr 2002 wurde Perkins von ihrer ehemaligen Partnerin, der schottischen Komikerin und Moderatorin Rhona Cameron, öffentlich als lesbisch geoutet, als diese während ihrer Teilnahme an der Sendung I’m a Celebrity … Get Me Out of Here! ihre Beziehung zu Perkins erwähnte.
2012 erschien im britischen Modemagazin Tatler ein Feature über Perkins, in dem sie als eine der sieben bekanntesten lesbischen Frauen der Stadt London bezeichnet wurde.
Von 2014 bis 2021 lebte Perkins in einer Beziehung mit ihrer Kollegin, der britischen Moderatorin Anna Richardson, die in ihrem Heimatland vor allem für die Sendung Naked Attraction (in Deutschland unter demselben Titel adaptiert) bekannt ist.
Im April 2015 wurde Perkins Opfer eines Shitstorms auf Twitter. Mehrere Buchmacher handelten sie als hohe Favoritin für Jeremy Clarksons Nachfolge bei Top Gear. Obwohl Perkins zuvor bereits derartige Vermutungen öffentlich dementiert hatte, erhielt sie zahlreiche Anfeindungen, vor allem misogyner Art, von Fans der Serie, die bis zu Morddrohungen reichten. Aus diesem Grund zog sich Perkins von der Webseite zurück, nahm ihre Aktivitäten auf dieser allerdings einige Monate später wieder auf. Im selben Jahr gab Perkins bekannt, 2007 eine Prolaktinom-Diagnose erhalten zu haben und aufgrund der Krankheit unfruchtbar zu sein.
2022 erforschte Perkins innerhalb der Sendung Who Do You Think You Are? auf BBC One ihren Stammbaum. Sie fand heraus, dass einer ihrer Großväter als Kind knapp ein Jahr in einem Arbeitshaus verbrachte und als Soldat in Britisch-Indien, Sri Lanka sowie dem Ersten Weltkrieg diente. Zudem erfuhr sie von deutschen Vorfahren mütterlicherseits, die Anfang des 20. Jahrhunderts ins Vereinigte Königreich auswanderten. Einige von ihnen wurden während des Ersten Weltkriegs als Vergeltung für die Lusitania-Affäre in ein Internierungslager auf die Isle of Man gebracht. Zudem stammten andere ihrer Ahnen aus dem damals zum Russischen Kaiserreich gehörenden Dorf Navininkai, das im heutigen litauischen Bezirk Marijampole liegt. Einige dieser Vorfahren zogen aufgrund ihrer deutschen Wurzeln am Anfang des Zweiten Weltkriegs ins Dritte Reich. Da sie als Nicht-Arier eingestuft wurden, kamen sie ins Gefängnis, eine Großtante von Perkins fiel aufgrund ihrer Gehörlosigkeit und einer Lernbehinderung der Aktion T4 zum Opfer. Perkins’ Großonkel kehrte 1944 nach Litauen zurück und wurde von den dortigen Sowjetmächten zu zehn Jahren Zwangsarbeit verurteilt.

## Karriere

### Sue & Mel
Perkins lernte Mel Giedroyc 1988 während des Studiums kennen, da die beiden Kommilitoninnen waren. Nachdem sie 1992 für das auf BBC Radio 4 gesendete Satire-Format Week Ending Drehbücher geschrieben hatten, traten sie ein Jahr später auf dem Edinburgh Festival Fringe erstmals als Sue & Mel auf, wo ihr Programm namens The Naked Lunch von Publikum und Kritikern positiv aufgenommen wurde. Nach weiteren Stand-up-Nummern in Edinburgh 1994 und 1996 mit den Titeln Kittens Go Grrrrr und Naked Pussycat sowie einer landesweiten Comedy-Tour von 1995 bis 1996 wurden Perkins und Giedroyc 1996 Teil des Autorenstabs von French & Saunders und waren in einigen Folgen auch vor der Kamera zu sehen. Ihren Durchbruch feierten die beiden ein Jahr später, als sie ihre eigene Talkshow Light Lunch auf Channel 4 moderierten, in der bekannte Köche Speisen für die Gäste zubereiteten. Die Serie machte das Duo national bekannt, obgleich sie aufgrund von sinkenden Zuschauerzahlen 1998 auf einen anderen Sendeplatz verlegt, in Late Lunch umbenannt und schließlich 1999 eingestellt wurde.
Im selben Jahr moderierten Perkins und Giedroyc die Sendung Casting Couch auf ITV, die zur Hauptsendezeit ausgestrahlt wurde, allerdings aufgrund schwacher Quoten nur sechs Episoden umfasste. Bei dieser traten sie in Zweierteams mit mehreren Gästen gegeneinander an und mussten Fragen zu Prominenten beantworten, die per Scharaden oder Assoziationsketten gestellt wurden. Nach dem Ende der Sendung tourten sie erneut mit ihrem Programm Mel & Sue: Back to Our Roots durch Großbritannien. Auch waren Perkins und Giedroyc auf BBC Radio 2 mit ihrer Sendung Mel And Sue’s Comedy Breakdown zu hören, bei der sie zusammen mit bekannten Gästen Alltagsthemen wie Fitness oder Pubs auf eine humorvolle Art diskutierten.
In den 2000er Jahren traten Perkins und Giedroyc nur selten gemeinsam auf, da letztere eine Familie gründete. 2002 produzierten sie auf BBC Radio 4 eine sechsteilige Sketch-Serie mit dem Titel The Mel and Sue Thing, die später auch als CD veröffentlicht wurde. 2003 moderierten die beiden zusammen die Sendung RI:SE im Frühstücksfernsehen auf Channel 4 und waren 2009 erneut mit Dawn French und Jennifer Saunders in einer Mamma Mia-Parodie anlässlich des Red Nose Day zu sehen, was sie zehn Jahre später aufgrund der Veröffentlichung des zweiten Mamma Mia-Kinofilms wiederholten.
Im Jahr 2010 moderierten Perkins und Giedroyc erstmals die Back-Wettbewerbs-Show The Great British Bake Off (Original-Version von Das große Backen). Im Januar 2015 erhielten sie auf ITV eine weitere Talkshow mit dem Titel Mel & Sue, die nach einer Staffel wieder abgesetzt wurde. Im September 2016 gaben die beiden bekannt, die Moderation von The Great British Bake Off nach sechs Staffeln abzugeben, da die Serie von BBC Two nach Channel 4 wechselte und sie nicht für den anderen Sender arbeiten wollten.
2017 moderierten Perkins und Giedroyc auf BBC One die letzte Staffel der Sendung Let’s Sing and Dance, einer Strictly Come Dancing ähnelnden Tanzwettbewerbssendung, bei der Geld für die Wohltätigkeits-Organisation Comic Relief gesammelt wurde. 2018 präsentierten sie auf BBC One die Neuauflage der Sendung The Generation Game (in Deutschland unter dem Namen Am laufenden Band adaptiert).
Seit dem 25. März 2020 verkörpern Perkins und Giedroyc die Hauptfiguren in der Sky One-Comedy-Serie Hitmen, in der es um zwei beste Freundinnen geht, die zusammen als Auftragsmörderinnen arbeiten.

### Weitere Fernsehauftritte
Vom 20. bis zum 28. November 2002 war Perkins für einen guten Zweck Teilnehmerin der zweiten Staffel von Celebrity Big Brother (in Deutschland bekannt als Promi Big Brother) auf Channel 4. Am neunten Tag wurden sie durch ihre Mitbewohner nominiert und erhielt die wenigsten Zuschauer-Anrufe, weswegen sie das Haus als dritte von sechs Teilnehmern verlassen musste.
2007 war sie zusammen mit dem britischen Restaurantkritiker Giles Coren in der BBC Two-Serie Edwardian Supersize Me zu sehen. Die beiden aßen eine Woche lang typische Mahlzeiten, die im Zeitalter Eduards VII. zu sich genommen wurden, und trugen dabei auch damalige Kleidung. Das gleiche Konzept wurde mit den beiden Moderatoren von 2008 bis 2009 auf weitere Ären ausgeweitet, unter anderem auf die Stuart-Restauration, das Viktorianische Zeitalter, die Regency, die 1920er, 1950er und 1980er Jahre.
2011 fungierte Perkins als Teilnehmerin bei Die gefährlichsten Straßen der Welt. Sie fuhr mit Charley Boorman den Dalton Highway in Alaska entlang. Im Folgejahr überquerte sie mit der Moderatorin Liza Tarbuck den Ho-Chi-Minh-Pfad durch Vietnam und Laos.
Am 26. Februar 2013 feierte die von Perkins erdachte Comedy-Serie Heading Out auf BBC Two ihre Premiere. Sie handelt von einer Tierärztin, die an ihrem 40. Geburtstag von ihren Freunden ein Ultimatum von zehn Tagen erhält, sich gegenüber ihren Eltern zu outen. Perkins verkörperte auch die Hauptrolle und verfasste die Drehbücher der insgesamt sechs Folgen.
2014 kehrte sie für eine BBC Two-Reportage nach Südostasien zurück und reiste vom Mekongdelta nach Tibet. Im Folgejahr war sie in einer BBC One-Dokumentation zu sehen, in der sie Kalkutta erkundete.
Von 2015 bis 2019 war Perkins als Co-Moderatorin für Thronecast tätig, die stets nach Game of Thrones auf Sky Atlantic HD lief. In dieser wurden unter anderem Ensemblemitglieder der Fantasy-Serie interviewt, Hintergrundinformationen zur Serien-Produktion erläutert, die abgeschlossene Folge mit Gästen analysiert und eine Vorschau der nächsten Episode präsentiert.
Von 2016 bis 2019 moderierte sie die Comedy-Panel-Show Insert Name Here auf BBC Two. In dieser erhielt das Rateteam mehrere Fakten zu berühmten Trägern geläufiger Vornamen, anschließend mussten die Teilnehmer darlegen, wen von den Personen sie am meisten wertschätzen. Das Team, welches die meisten Fragen zu den jeweiligen Trägern beantworten konnte, gewann, der Teamkapitän des Gewinnerteams durfte anschließend verkünden, welcher von den Namensträgern der „beste“ ist.
2017 begab sich Perkins in einer BBC One-Reportage erneut nach Indien, in der sie an den Ganges reiste, im Folgejahr besuchte sie in einer BBC Two-Dokumentation eine Auffang-Station für Schimpansen in Louisiana, 2019 reiste sie in einer Dokumentations-Serie für BBC One durch Japan. 2020 besuchte sie in einer Doku-Fernsehsendung von BBC One mehrere Städte, die an der Grenze zwischen den Vereinigten Staaten und Mexiko liegen.
Von Januar bis Februar 2021 nahm Perkins als Dragon an der zweiten Staffel der britischen Version von The Masked Singer teil, in der sie den fünften von zwölf Plätzen belegte.
2022 reiste Perkins in der zweiteiligen Dokumentarserie Sue Perkins’ Big American Road Trip von Channel 4 mit einem Wohnmobil von Kalifornien bis nach Colorado. Im selben Jahr startete auf Netflix die Sendung Sue Perkins: Perfectly Legal. Sie begab sich in mehrere lateinamerikanische Länder und verübte gefährliche, zu ihrer Überraschung jedoch legale Tätigkeiten. So ließ sie sich in Bogotá zum Testen einer schusssicheren Weste anschießen, wurde Mitglied in einem mexikanischen Totenkult und wohnte einem alljährlichen Feuerwerks-Fest in Tultepec bei, während dem Tausende Feuerwerkskörper gezündet werden, was Hunderte Verletzte zur Folge hatte.
Seit 2023 moderiert Perkins die neuseeländische Comedy-Panel-Show Patriot Brains. In dieser treten zwei Teams bestehend aus je drei australischen und neuseeländischen Komikern gegeneinander an. Die Kandidaten müssen dabei Quizfragen aus verschiedenen Kategorien über ihre Heimatländer beantworten. Des Weiteren nahm sie 2023 an der 16. Staffel von Taskmaster teil.

### Radio
Von 1998 bis 2004 war Perkins Moderatorin der BBC Radio 4-Sendung The 99p Challenge, bei der die Kandidaten unsinnige Aufgaben bestellt bekamen (ähnlich dem Radio-Format I’m Sorry I Haven’t a Clue). Für nach Perkins’ Ansicht lustige Aussagen oder Handlungen bekamen die Spieler einige Pence als Belohnung. Die Spieler mit den meisten Pence erhielten im Finale die Chance, 99 Pence zu gewinnen, auch wenn sie bereits eine höhere Summe erspielt hatten.
2004 moderierte Perkins auf BBC Radio 4 eine Dokumentation über den jährlichen Wettbewerb World’s Biggest Liar im Lake District, bei dem die Teilnehmer fünf Minuten lang eine improvisierte, möglichst überzeugende Lüge vortragen müssen, den sie gewann.
Perkins war 2007 und 2008 in der zweiten und dritten Staffel der BBC Radio 4-Sitcom Count Arthur Strong’s Radio Show! als eine Freundin des Protagonisten zu hören, der ein ehemaliger Varieté-Star ist und mit Malapropismen, Amnesie sowie anderen Problemen zu kämpfen hat.
Im Dezember 2008 wurde sie in der BBC Radio 3-Sendung Private Passions des Komponisten Michael Berkeley über ihr Leben und musikalischen Geschmack befragt, anschließend durfte sie sich Komponisten aussuchen, deren Lieder für sie gespielt werden sollen. Perkins wählte Stücke von Benjamin Britten, Wolfgang Amadeus Mozart, die Stabat mater in der Version von Giovanni Battista Pergolesi sowie Der Feuervogel von Igor Strawinsky.
Von 2011 bis 2013 moderierte Perkins Dilemma auf BBC Radio 4, bei dem vier Komiker über moralische Probleme diskutierten, die sie ihnen präsentierte.
Perkins war regelmäßig in der Comedy-Serie Just A Minute von BBC Radio 4 zu hören, bei der die Teilnehmer 60 Sekunden lang über ein Thema reden müssen, ohne sich dabei zu wiederholen, von der Thematik abzuweichen oder zu zögern. Sie nahm auch an der zehnteiligen Fernseh-Version teil, die 2012 für BBC Two produziert wurde. Seit 2021 ist sie die Gastgeberin der Sendung.
Am 9. Juli 2017 war Perkins zu Gast bei Desert Island Discs auf BBC Radio 4. Als Musikstücke, die sie auf eine einsame Insel als Schiffbrüchige mitnehmen würde, wählte Perkins unter anderem Rock Island Line in der Version von Lonnie Donegan, 20th Century Boy von T. Rex sowie ein beliebiges Lied der The Smiths.
Im Februar 2020 präsentierte sie Nature Table auf BBC Radio 4, bei der Experten über Naturthemen befragt wurden, die sie als interessant oder kurios empfanden, während sich die anderen Gäste humorvoll über die ihrer Meinung nach absurden Elemente der Natur äußerten.

### Edinburgh Festival
Perkins war mit den Solo-Stand-up-Programmen Spectacle Wearer Of The Year 2006 im Jahr 2005 sowie The Disappointing Second Show im Jahr 2006 erneut auf dem Edinburgh Festival Fringe vertreten. 2012 war sie als Reporterin der Kunst-Sendung The Culture Show auf dem Festival tätig und interviewte Nile Rodgers.

### Dirigentin
Nach ihrem Sieg bei der BBC Two-Serie Maestro im Jahr 2008, in der acht Prominente das Dirigieren erlernten, stand Perkins 2010 erneut am Pult als Teil der Sendung A Band for Britain, in der sie die traditionsreiche Brassband Dinnington Colliery Band aus Yorkshire wieder aufbauen wollte, die nach der Schließung des örtlichen Steinkohlenbergwerks in finanzielle und personelle Nöte geraten war. Perkins dirigierte die Band beim Spielen der Nationalhymne im DW Stadium anlässlich eines Spiels der Four Nations, anschließend dieselbe Band sowie eine weitere Brassband namens Grimethorpe Colliery Band bei einem Auftritt in der denkmalgeschützten Sheffield City Hall. 2011 dirigierte sie das BBC Concert Orchestra während der ersten Proms in der Royal Albert Hall.

## Bibliografie
- Spectacles. Penguin Books, London 2015, ISBN 978-1-4059-1854-1.
- East of Croydon: Travels through India and South East Asia. Penguin Books, London 2018, ISBN 978-1-4059-3814-3.

## Filmografie (Auswahl)
- 1996: French & Saunders (Fernsehserie, Darstellerin und Drehbuch, vier Folgen)
- 1997–1999: Light Lunch (Fernseh-Talkshow)
- 2002: Celebrity Big Brother (Fernsehsendung, Teilnehmerin Staffel 2)
- 2002–2003: RI:SE (Fernseh-Talkshow)
- 2002: Casualty (Fernsehserie, Darstellerin Folge 16x39)
- 2003: Absolutely Fabulous (Fernsehserie, Drehbuch acht Folgen)
- 2006: Celebrity MasterChef (Fernsehsendung, Teilnehmerin Staffel 1)
- 2007–2008: The Supersizers... (Fernseh-Dokuserie)
- 2010–2016: The Great British Bake Off (Fernsehsendung)
- 2010–2016: QI (Fernsehsendung, Teilnehmerin 18 Folgen)
- 2011–2012: Die gefährlichsten Straßen der Welt (Fernseh-Dokuserie, Teilnehmerin 2 Folgen)
- 2013: Heading Out (Fernsehserie, Darstellerin und Drehbuch, 6 Folgen)
- 2015: Banana (Fernsehserie, Drehbuch Folge 1x3)
- 2015: Mel & Sue (Fernseh-Talkshow)
- 2015–2019: Thronecast (Fernsehsendung)
- 2016–2019: Insert Name Here (Fernsehsendung)
- 2017: Let’s Sing and Dance (Fernsehsendung)
- 2018: The Generation Game (Fernsehsendung)
- 2019: Last Christmas (Darstellerin)
- seit 2020: Hitmen (Fernsehserie, Darstellerin)
- 2021: The Masked Singer (Fernsehsendung, Teilnehmerin Staffel 2, 5. Platz)
- 2023: Taskmaster (Fernsehsendung, 16. Staffel)

## Nominierungen
BAFTA TV Award
- BAFTA TV Awards 2023

- Nominierung in der Kategorie Unterhaltungsdarbietung, für Sue Perkins: Perfectly Legal

British Comedy Award
- British Comedy Awards 2012

- Nominierung in der Kategorie Beste Fernsehkomikerin

- British Comedy Awards 2013

- Nominierung in der Kategorie Beste Fernsehkomikerin, zusammen mit Mel Giedroyc, für The Great British Bake Off

National Television Awards
- National Television Award 2017

- Nominierung in der Kategorie Beliebtester Fernsehmoderator, zusammen mit Mel Giedroyc, für The Great British Bake Off